# بيلي كونورز
بيلي كونورز (بالإنجليزية: Billy Connors)‏ هو لاعب كرة قاعدة أمريكي، ولد في 2 نوفمبر 1941 في سكنيكتادي في الولايات المتحدة، وتوفي في 18 يونيو 2018 في سيفتي هاربور في الولايات المتحدة.

## وصلات خارجية
- بيلي كونورز على موقعبيزبول رفرنس.كوم (الدوري الرئيسي) (الإنجليزية)
- بيلي كونورز على موقعبيزبول رفرنس.كوم (الدوري الثانوي) (الإنجليزية)